# 热尔翁德河畔圣安娜
热尔翁德河畔圣安娜（法語：Sainte-Anne-sur-Gervonde，法語發音：[sɛ̃t an syʁ ʒɛʁvɔ̃d]）是法国伊泽尔省的一个市镇，位于该省西北部，属于维埃纳区。

## 地理
热尔翁德河畔圣安娜（45°29'59"N, 5°14'0"E）面积7.67 平方千米，位于法国奥弗涅-罗讷-阿尔卑斯大区伊泽尔省，该省份为法国东南部内陆省份，北起顺时针与安省、萨瓦省、上阿尔卑斯省、德龙省、阿尔代什省、卢瓦尔省和罗讷省。
与热尔翁德河畔圣安娜接壤的市镇（或旧市镇、城区）包括：特拉莫莱、沙托奈、屈兰、埃克洛斯-巴迪尼耶尔、梅里约莱塞唐。
热尔翁德河畔圣安娜的时区为UTC+01:00、UTC+02:00（夏令时）。

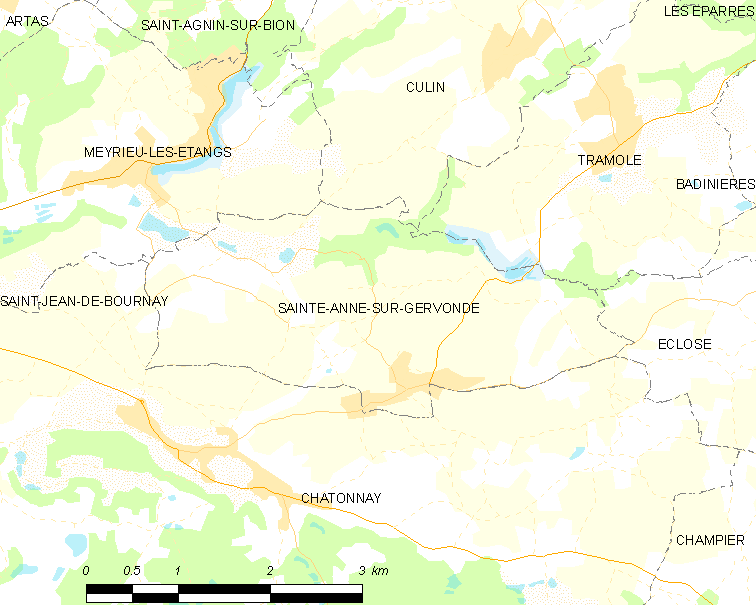
热尔翁德河畔圣安娜的OSM定位图

## 行政
热尔翁德河畔圣安娜的邮政编码为38440，INSEE市镇编码为38358。

## 政治
热尔翁德河畔圣安娜所属的省级选区为比耶夫尔县。

## 人口

1962-2008年间热尔翁德河畔圣安娜人口变化图示

热尔翁德河畔圣安娜于2022年1月1日时的人口数量为757人。